# Ундерхангай

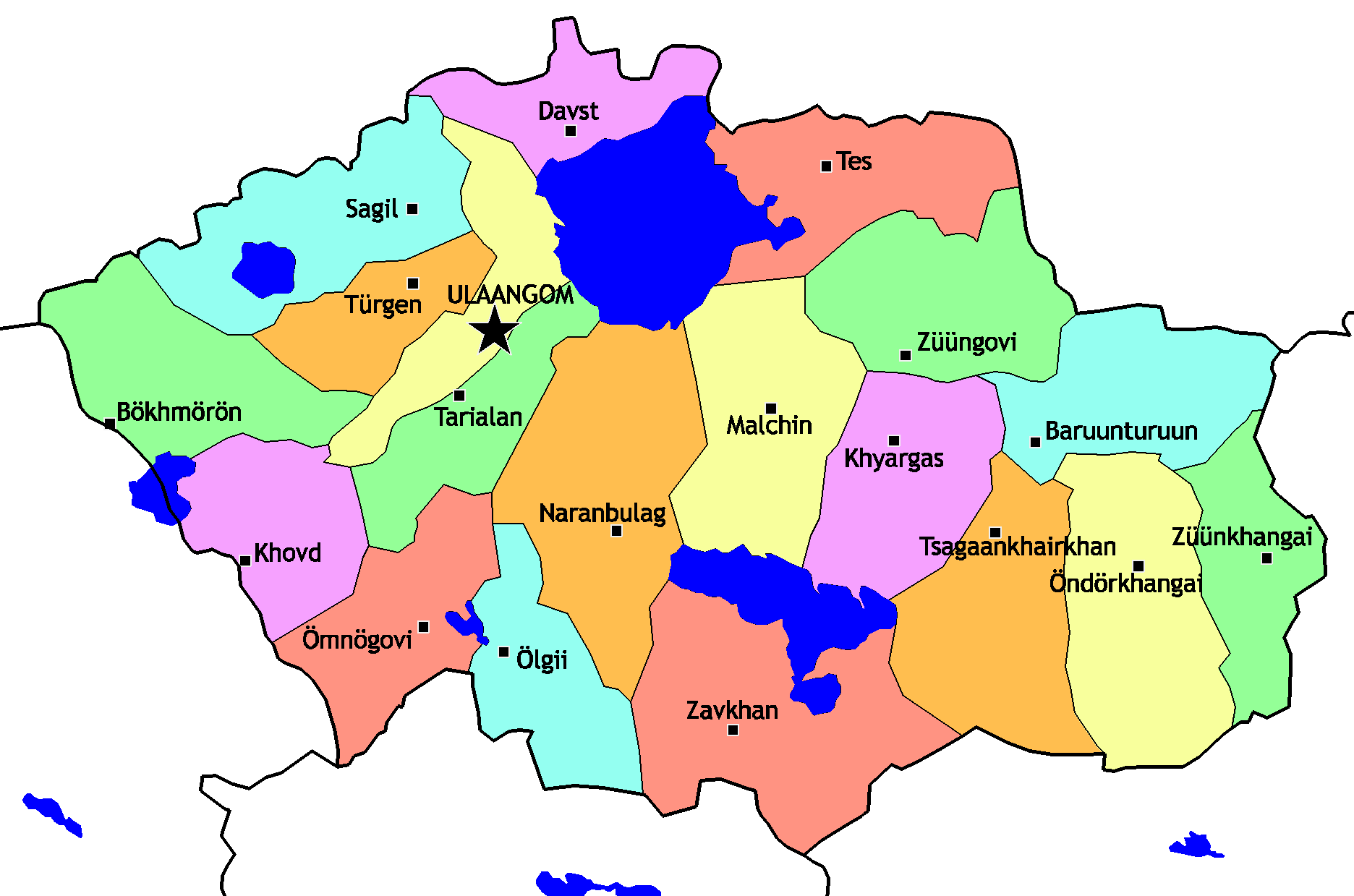
Сомоны аймака Увс

Ундерхангай (Ондерхангай) (монг. Өндөрхангай?, ᠥᠨᠳᠦᠷᠬᠠᠩᠭ᠋ᠠᠢ?) — сомон аймака Увс, в западной части Монголии.

## Описание
Площадь сомона Ундерхангай составляет — 4,6 тыс. км². Население сомона около 4200 человек. Центр сомона посёлок Жаргалан находится в 1180 км от Улан-Батора, в 268 км от центрального города аймака Улаангом. Есть школа,больница и дом отдыха. 

### Этнический состав
Большинство населения сомона составляют дербеты, баяты, хотоны и др.

### Климат
Климат резко континентальный. Ежегодные осадки 150-200 мм, средняя температура января − 25°С, средняя температура июля +15° + 20°С. Много осадков выпадает летом в виде дождя, а весной и осенью в виде снега. Зимы достаточно сухие, с небольшими снегопадами.

### Флора и Фауна
Водятся тушканчики, архары, корсаки, манулы, волки, лисы, дикие козы, косули, зайцы, белки, барсуки.

### Рельеф
На территории сомона много неглубоких рек и озер.. 

### Полезные ресурсы
На территории сомона добывают железная и медная руда, сырье для химической и строительной промышленности.

## Известные уроженцы
- Гомбын Туэндэмбэрэл (1938—1997) — певица, народная артистка МНР.